# Embarcadero Tatay
Estación Tatay fue una estación ferroviaria ubicada en Paraje de Tatay, Provincia de Buenos Aires, Argentina. Pertenece al Ferrocarril General Urquiza de la red ferroviaria argentina.

## Servicios
Actualmente, no brinda servicios de ningún tipo y no circulan trenes por allí, la estación fue derribada en su totalidad para evitar intrusiones.

## Historia
La sección Lacroze - Rojas tuvo servicio de pasajeros, conocido popularmente como el "Federico", hasta noviembre de 1993.[cita requerida] El último servicio de cargas se registró en el año 1998.[cita requerida] Actualmente, el ramal completo se encuentra sin tráfico y en estado de abandono.